# 3XMM J004232.1+411314
3XMM J004232.1+411314 est une binaire X à faible masse située dans la galaxie d'Andromède. C'est la source la plus lumineuse de rayons X durs dans la galaxie d'Andromède. C'est aussi la source en rayons X la plus lumineuse connue qui montre des baisses périodiques dans sa courbe de lumière. L'objet compact de ce système a été identifié sans ambiguïté comme étant une étoile à neutrons avec une période de rotation de trois secondes.

## Identification
Le télescope spatial Swift a détecté des rayons X provenant de la galaxie d'Andromède et a révélé que l'émission était centrée dans une région située à 6 secondes d'arc du centre de la galaxie. Des observations du Nuclear Spectroscopic Telescope Array ont mis en évidence qu'une seule source était responsable de cette émission, et les images optiques d'Hubble ont exclu la présence d'étoiles plus massives que 3 M☉ dans cette direction.
La même source a été observée plus tôt dans les rayons X par XMM-Newton et a reçu la désignation de catalogue 3XMM J004232.1+411314. En analysant les données d'archives élaborées par le projet EXTraS, cette source a montré des « creux » (une diminution courte et linéaire de la luminosité de la source, qui revient ensuite au niveau de luminosité précédent) dans certaines observations. Comme ce comportement est typique des binaires X, cette source peut alors être identifiée comme une binaire X à faible masse.

## Propriétés
L'orbite du système présente une inclinaison comprise entre 60 et 80° vue de la Terre, étant donné que les baisses de luminosité ne peuvent être observées que dans cette gamme d'inclinaisons. Sa période orbitale est de 4,01 heurs et cette période correspond également à l'intervalle de temps entre deux baisses consécutives. Tout comme de nombreuses autres binaires X à faible masse, la luminosité de la source varie au cours du temps. En utilisant les observations de la galaxie d'Andromède du XMM-Newton, on constate que la luminosité de la source reste dans l'intervalle 0,8–2,8 × 1038 erg/s dans la bande d'énergie 0,2–12 keV. Au moment de sa découverte, c'est la source la plus lumineuse qui montre des baisses dans sa courbe de lumière en rayons X.
L'objet compact du système est une étoile à neutrons avec une période de rotation de trois seconds, ce qui est vérifié par l'observation d'une modulation de la luminosité des rayons X d'une même période